# Mario Ricciardi
Mario Ricciardi (Salerno, 20 agosto 1908 – Napoli, 8 marzo 1952) è stato un politico italiano, deputato della I legislatura della Repubblica Italiana.

## Biografia
Settimo ed ultimo figlio di Edilberto (1857-1914), avvocato ed Ermelinda Argenziano. Dopo aver conseguito la licenza liceale al Liceo T. Tasso di Salerno si laureò in Giurisprudenza presso l'Università di Napoli nel 1930.
Il 31 luglio 1937 sposò Giuseppina Salzano (1909-1995), dalla quale ebbe tre figli: Edilberto (avvocato e sottosegretario alla Giustizia nel Governo Dini), Paolo (avvocato) e Carlo (ingegnere).
Aderì al Partito Nazionale Monarchico con il quale venne eletto deputato nella I Lagislatura. Morì l'8 marzo 1952 prima del termine della Legislatura.